# Moše
Moše – wieś w Słowenii, w gminie Medvode. W 2018 roku liczyła 248 mieszkańców.